# Prins Karl Gustav, hertig av Småland

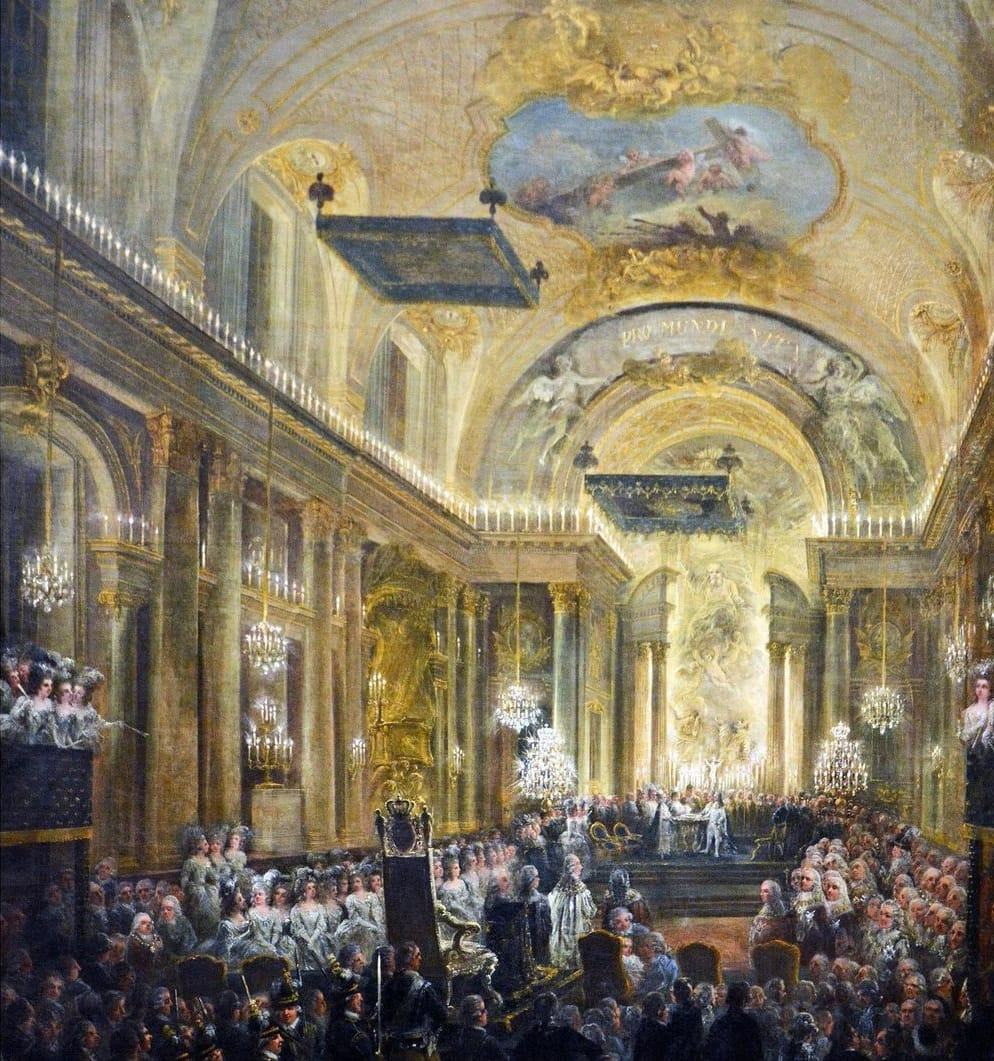
Prins Karl Gustafs dop i slottskyrkan, 1782.

Prins Karl Gustav, hertig av Småland, även Carl Gustaf, född 25 augusti 1782 i Drottningholms slott på Lovön, död 23 mars 1783 i Stockholms slott i Stockholm, var en svensk prins och son till kung Gustav III och drottning Sofia Magdalena.

## Levnad och död
Prinsen föddes strax efter fyra på morgonen den 25 augusti 1782 i vad som beskrivits av Gustav III som en "hastig" födelse. Kungen var så glad över sonens födelse att han lät prägla en medalj till minne. Som faddrar utnämnde han Fredrik II av Preussen, Katarina den stora av Ryssland, Marie Antoinette av Frankrike, hertig Karl, hertig Fredrik Adolf, Sofia Albertina och Charlotta.
Dopet hölls den 5 september i slottskyrkan på Stockholms slott och förrättades av ärkebiskopen Carl Fredrik Mennander. Prinsen var vid god hälsa under hösten och vintern men den 18 mars antecknades det att Karl Gustav började må dåligt. De läkare som tillkallades ansåg att det var kopplat till att prinsen började få tänder, så kallad tandsprickning. Prinsens tillstånd förbättrades men efter några dagar blev han sämre igen. Gustav III:s svägerska Charlotta noterade i sin journal att hon aldrig sett kungen så förkrossad och att han inte lämnade sin sons sjukbädd "för ett ögonblick". Modern Sofia Magdalena var konstant vid prinsens sjukbädd de sista tre nätterna. Karl Gustav dog kvart i sju på morgonen den 23 mars 1783.